# Kościerzyn Mały
Kościerzyn Mały – wieś w Polsce położona w województwie wielkopolskim, w powiecie pilskim, w gminie Łobżenica.
W latach 1975–1998 miejscowość administracyjnie należała do województwa pilskiego.
Zobacz też: Kościerzyn, Kościerzyn Wielki, Kościerzyna, Kościerzyna-Wybudowanie